# Make Me Wanna Die
Make Me Wanna Die è il singolo di debutto del gruppo hard rock statunitense The Pretty Reckless, pubblicato il 30 marzo 2010 negli Stati Uniti e il 13 maggio dello stesso anno nel Regno Unito dall'etichetta discografica Interscope Records. Il singolo è stato pubblicato nei formati di CD singolo e di download digitale e include, oltre che ad esso, il brano Zombie, disponibile solo nell'edizione britannica dell'EP di debutto della band, The Pretty Reckless.
Make Me Wanna Die è entrato alla sedicesima posizione della classifica dei singoli britannica, e vi è rimasto per nove settimane. È rientrato alla novantaduesima posizione la settimana della pubblicazione dell'album Light Me Up. Il singolo ha ricevuto una critica positiva da Nick Levine di Digital Spy, che l'ha valutato con quattro stelle su cinque.
Il 13 maggio 2010 è stato pubblicato sul canale di YouTube della band un video non ufficiale del singolo, che include parti di alcune loro performance live e dietro le quinte. È stato poi pubblicato un video ufficiale il 21 settembre 2010. Nello stesso anno, il singolo entra a far parte della colonna sonora del film Kick-Ass.

## Tracce
Download digitale
1. Make Me Wanna Die – 3:54 (Taylor Momsen, Kato Khandwala and Ben Phillips)
2. Zombie – 3:07 (Taylor Momsen, Kato Khandwala and Ben Phillips)

CD singolo promo EU
1. Make Me Wanna Die – 3:54 (Taylor Momsen, Kato Khandwala and Ben Phillips)

## Classifiche
| Classifica (2010) | Posizione massima |
| ----------------- | ----------------- |
| Regno Unito       | 16                |